# Гинтер, Анатолий Августович
Анатолий Августович Гинтер (1 января 1857 — после 1917 года) — российский военно-морской деятель, исследователь Охотского, Берингова и Японского морей, капитан 1-го ранга.

## Биография
Родился в Саратове в семье коллежского асессора.

## Служба
С 1873 года по 1878 год проходил обучение в Морском училище. 30 апреля 1877 года приказом Его Императорского Высочества Генерала-Адмирала вместе с другими воспитанниками произведён в гардемарины и выпущен из училища. 30 августа 1878 года произведён в мичманы. Закончил подготовку в морской учебно-стрелковой команде в 1879 году. Служил в учебно-артиллерийском отряде Балтийского флота на броненосном фрегате «Адмирал Чичагов» и канонерке «Туча» до 1884 года. 1 января 1883 года произведён в лейтенанты.
В 1884 году назначен вахтенным начальником клипера «Крейсер» под командованием капитана 1-го ранга А. А. Остолопова. На клипере совершил переход из Кронштадта на Тихий океан. В 1886 году участвовал в гидрографической экспедиции к восточному побережью Корейского полуострова с описью средней его части, в ходе которой были открыты несколько бухт и якорных стоянок, а также выполнен промер, опись и составление плана внешнего и внутреннего рейдов порта Чемульпо. Далее «Крейсер» перешёл в Петропавловский порт (ныне Петропавловск-Камчатский), где Анатолий Августович вместе с экипажем был задействован в строительстве маяка. В августе крейсерство в Беринговом и Чукотском морях, затем экспедиция к берегам Чукотки, в ходе которой 26 августа при проведении гидрографических работ была открыта, названа и описана бухта Угольная. В начале 1887 года «Крейсер» вернулся в Кронштадт, тем самым завершив кругосветное плавание. 21 августа А. А. Гинтер переведён в Сибирский флотский экипаж (СФЭ).
24 февраля 1887 года А. А. Гинтер был списан по болезни на берег. Но уже в апреле — мае в должности помощника командира на пароходе Добровольного флота «Владивосток» ходил в Охотском море. В связи с поломкой парохода был переведён на минный транспорт «Алеут» под командованием капитана 2-го ранга И. И. Подъяпольского, на котором прослужил ещё два года. Совершил экспедицию 1887 года из Владивостока в бухту Провидения, бухту Архангела Гавриила, Петропавловский порт, остров Тюлений, Корсаковский пост (ныне Корсаков). И с сентября по октябрь экспедицию 1888 года в Охотском море. Далее нёс службу на шхуне «Ермак» и транспорте «Якут».
В 1890 году выполнял обязанности начальника охраны острова Тюлений. На время проведения гидрографических работ в заливе Петра Великого назначен вахтенным начальником канонерской лодки «Кореец» под командованием капитана 2-го ранга Ф. С. Филисова. 1 апреля 1890 награждён орденом Святого Станислава III степени. В 1891 году на «Корейце» участвовал в гидрографических работах в заливе Стрелок.
В 1892 году в чине капитан-лейтенанта назначен командиром миноноски № 76, далее № 91.
В 1893—1894 годах ходил в Японском море между портами России, Японии и Китая на транспорте «Якут» под командованием капитана 2-го ранга О. О. Хмелевского.
5 февраля 1896 года (по другим данным 1 марта) назначен старшим офицером крейсера 2-го ранга «Забияка» под командованием капитана 2-го ранга И. Н. Лебедева. 14 мая 1896 года произведён в капитаны 2-го ранга. 6 декабря 1896 года награждён орденом Святой Анны III степени.
С 13 апреля 1897 года по 1901 год в должности командира транспорта «Камчадал». 6 декабря 1901 года награждён орденом Святого Станислава II степени.
6 декабря 1901 года назначен командиром транспортного судна «Якут».
11 февраля 1902 года (по другим данным с апреля) назначен командиром канонерской лодки «Сивуч», с которой находился стационером в портах Китая и Японии. 22 сентября 1903 года за совершение двадцати шестимесячных морских кампаний награждён орденом Святого Владимира IV степени с мечами и бантом.
1904 год Анатолий Августович встретил в Инкоу, когда «Сивуч» находился в ремонте. 14 января передал канонерку капитану 2-го ранга А. Н. Стратановичу (назначен 1 января 1904 года). 16 января назначен заведующим 2-го отряда эскадренных миноносцев Квантунского флотского экипажа с базированием на Порт-Артур. В отряд входили:
- «Разящий» (капитан 2-го ранга Симонов Павел Виссарионович)
- «Расторопный» (капитан 2-го ранга Сакс Николай Александрович)
- «Смелый» (капитан 2-го ранга фон-Шульц Максимилиан (Михаил) Фёдорович)
- «Решительный» (капитан 2-го ранга Корнильев Александр Алексеевич)
- «Сторожевой» (капитан 2-го ранга Киткин Александр Павлович)
- «Сердитый» (капитан-лейтенант Кузьмин-Короваев Валериан Львович)
- «Стерегущий» (лейтенант, капитан-лейтенант Кузьмин-Короваев Борис Львович)
- «Сильный» (лейтенант, капитан-лейтенант Ходорович Евгений Юлианович)
- «Скорый» (лейтенант Тырков Владимир Дмитриевич)
- «Статный» (в достройке, лейтенант Вердеревский Дмитрий Николаевич)
- «Страшный» (в достройке, под командованием командира «Бурного» капитана 2-го ранга Погорельского)
- «Стройный» (в достройке, под командованием командира «Бурного» капитана 2-го ранга Погорельского)

27 января отряд эсминцев под брейд-вымпелом А. А. Гинтера на миноносце «Разящий» совместно с 1-м отрядом эсминцев под командованием капитана 1-го ранга Н. А. Матусевича был отправлен в атаку на наступающую японскую эскадру, но был отозван. 10 марта 1904 года А. А. Гинтер передал командование отрядом капитану 2-го ранга М. В. Бубнову и убыл во Владивосток, поступив в распоряжение командира Владивостокского порта.
14 мая 1904 года назначен командовать отрядом транспортов СФЭ. 29 июля с отрядом в составе: «Лена», «Камчадал» и «Якут», держа свой брейд-вымпел на «Лене», вышел из Владивостока в Охотское море для обнаружения и уничтожения японских рыболовных промыслов у берегов Камчатки. Также отряд доставил грузы в Корсаковский пост, Петропавловский порт и Николаевск (ныне Николаевск-на-Амуре). Вернулся отряд 3 сентября.
23 сентября 1904 года снят с должности заведующего транспортами СФЭ. В момент затопления минного крейсера «Гайдамак» (ночь с 19 на 20 декабря 1904 года) находился на его борту.
В апреле 1905 года находился на борту вспомогательного крейсера «Лена», который пришёл на ремонт в Сан-Франциско на судоверфь Юнион Айрон Воркс. С 7 апреля 1905 года — временно исполняющий обязанности командира транспорта, заменив Берлинского, а с 1 августа командир. Ремонт окончен 9 августа 1905 года. С 20 мая 1906 года вместе с крейсером поступил в распоряжение ГМШ. 29 мая отчислен от должности командира, и 16 мая переведён на Балтийский флот. 14 августа произведён в чин капитана 1-го ранга с последующим увольнением со службы.
6 июля 1915 года в чине капитана 1-го ранга вновь определён на службу с назначением на должность председателя приёмной комиссии Владивостокского порта. 10 апреля 1916 года награждён орденом Святой Анны II степени.
30 августа 1917 года был уволен и покинул службу по болезни. Дальнейшая судьба неизвестна.

## Семья
- Отец — Гинтер Август Васильевич
- Мать — Софья Евграфовна Богданова
- Жена — Вера Иосифовна
- Сын — Гинтер Владимир Анатольевич (родился 14 августа 1889 года, Владивосток — умер в 1951 году в Гонконге). С 1915 года лейтенант РИФ.
- Дочь - Гинтер Ольга Анатольевна (1893-?), замужем за Сидоровым Вячеславом Григорьевичем МИУ 1907г. (01.03.1883-?), брак 11.11.1916г. Владивосток. Инженер-механик флота.

## Память
В честь А. А. Гинтера названы:
- мыс в Анадырском заливе (Берингово море), координаты: 63°13′45″ с. ш. 179°12′38″ в. д.HGЯO
- мыс в заливе Стрелок (Японское море), координаты 42°51′06″ с. ш. 132°21′37″ в. д.HGЯO
- бухта в Заливе Петра Великого (Японское море), южнее посёлка Дунай, координаты 42°51′32″ с. ш. 132°21′51″ в. д.HGЯO